# Division 1 1956-1957
La Division 1 1957-1958 è stata la 20ª edizione della massima serie del campionato francese di calcio, disputato tra il 19 agosto 1956 e il 19 maggio 1957 e concluso con la vittoria dello Saint-Étienne, al suo primo titolo.
Capocannoniere del torneo è stato Thadée Cisowski (RC Paris) con 33 reti.

## Stagione

### Avvenimenti
Nel girone di andata prese il largo il Saint-Étienne, solo al comando dopo un'ampia vittoria contro il FC Nancy alla quarta giornata e in grado di mantenere l'imbattibilità fino alla tredicesima giornata. Dal consistente gruppo di squadre che si alternavano al secondo posto si distinse il Lens, in grado di approfittare di alcuni passi falsi dei Verts per concludere il girone di andata a -2 dalla vetta. Nelle giornate successive al giro di boa il Saint-Étienne riprese il proprio andamento e, battendo il Lens nello scontro diretto del 20 gennaio, favorì l'avvento al secondo posto dello Stade Reims. Nel giro di poche giornate, i rouges et blancs furono in grado di annullare interamente lo svantaggio nei confronti dei Verts, ma successivamente andarono incontro ad un declino delle prestazioni che li portò a non vincere più alcuna gara, fino all'ultima giornata.
Riottenuto immediatamente il comando della classifica, il Saint-Étienne nelle ultime giornate gestì il vantaggio nei confronti del redivivo Lens e, pareggiando a Strasburgo nella penultima giornata, ottennero il primo titolo nazionale della loro storia condannando contemporaneamente gli alsaziani alla seconda retrocessione della loro storia. Nel turno conclusivo i Verts decretarono il verdetto relativo ai play-out, favorendo il sorpasso in extremis del Metz sul Rennes Contemporaneamente, perdendo contro uno Strasburgo senza più obiettivi da raggiungere, il FC Nancy venne tagliato fuori definitivamente dalla lotta per la salvezza, concludendo all'ultimo posto.

## Classifica finale
|  | Pos. | Squadra             | Pt | G  | V  | N  | P  | GF | GS | MR    |
|  | ---- | ------------------- | -- | -- | -- | -- | -- | -- | -- | ----- |
|  | 1.   | Saint-Étienne       | 49 | 34 | 20 | 9  | 5  | 88 | 45 | 1,956 |
|  | 2.   | Lens                | 45 | 34 | 21 | 3  | 10 | 77 | 49 | 1,571 |
|  | 3.   | Stade Reims         | 43 | 34 | 18 | 7  | 9  | 73 | 47 | 1,553 |
|  | 4.   | RC Paris            | 42 | 34 | 17 | 8  | 9  | 86 | 55 | 1,564 |
|  | 5.   | Monaco              | 40 | 34 | 17 | 6  | 11 | 57 | 44 | 1,295 |
|  | 6.   | Olympique Marsiglia | 39 | 34 | 16 | 7  | 11 | 60 | 53 | 1,132 |
|  | 7.   | Sochaux             | 33 | 34 | 14 | 5  | 15 | 63 | 62 | 1,016 |
|  | 8.   | Tolosa              | 32 | 34 | 12 | 8  | 14 | 61 | 49 | 1,245 |
|  | 9.   | Sedan-Torcy         | 32 | 34 | 9  | 14 | 11 | 51 | 59 | 0,864 |
|  | 10.  | Nîmes               | 31 | 34 | 13 | 5  | 16 | 52 | 56 | 0,929 |
|  | 11.  | Angers              | 31 | 34 | 10 | 11 | 13 | 42 | 51 | 0,824 |
|  | 12.  | Olympique Lione     | 30 | 34 | 13 | 4  | 17 | 45 | 53 | 0,849 |
|  | 13.  | Nizza               | 30 | 34 | 11 | 8  | 15 | 59 | 72 | 0,819 |
|  | 14.  | Valenciennes        | 29 | 34 | 10 | 9  | 15 | 43 | 72 | 0,597 |
|  | 15.  | Metz                | 28 | 34 | 9  | 10 | 15 | 51 | 58 | 0,879 |
|  | 16.  | Rennes              | 27 | 34 | 11 | 5  | 18 | 36 | 63 | 0,571 |
|  | 17.  | Strasburgo          | 26 | 34 | 9  | 8  | 17 | 43 | 66 | 0,652 |
|  | 18.  | FC Nancy            | 25 | 34 | 8  | 9  | 17 | 43 | 76 | 0,566 |

Legenda:
      Campione di Francia e qualificata in Coppa dei Campioni 1957-1958
  Partecipa ai play-out.
      Retrocesso in Division 2 1957-1958
Note:
Due punti a vittoria, uno a pareggio, zero a sconfitta.
Rennes retrocesso dopo lo spareggio contro il Lille, terzo in Division 2 1956-1957

## Spareggi

### Play-out
La squadra classificatasi al 16º posto incontra la 3ª classificata di Division 2.
|        | Risultati |        | Luogo e data   |
| ------ | --------- | ------ | -------------- |
| Rennes | 2-0       | Lilla  | 2 giugno 1957  |
| Lilla  | 3-1       | Rennes | 8 giugno 1957  |
| Lilla  | 2-1       | Rennes | 17 giugno 1957 |
|        |           |        |                |

## Statistiche

### Squadre

#### Capoliste solitarie
|    | —— | —— | ——            | ——            | ——            | ——            | ——            | ——            | ——            | ——            | ——            | ——            | ——            | ——            | ——            | ——            | ——            | ——            | ——            | ——            | ——            | ——            | ——            | ——            | ——            | ——  | ——            | ——            | ——            | ——            | ——            | ——            | ——            | —— |  |
|    |    |    | Saint-Étienne | Saint-Étienne | Saint-Étienne | Saint-Étienne | Saint-Étienne | Saint-Étienne | Saint-Étienne | Saint-Étienne | Saint-Étienne | Saint-Étienne | Saint-Étienne | Saint-Étienne | Saint-Étienne | Saint-Étienne | Saint-Étienne | Saint-Étienne | Saint-Étienne | Saint-Étienne | Saint-Étienne | Saint-Étienne | Saint-Étienne | Saint-Étienne | Saint-Étienne |     | Saint-Étienne | Saint-Étienne | Saint-Étienne | Saint-Étienne | Saint-Étienne | Saint-Étienne | Saint-Étienne |    |  |
|    |    |    |               |               |               |               |               |               |               |               |               |               |               |               |               |               |               |               |               |               |               |               |               |               |               |     |               |               |               |               |               |               |               |    |  |
|    |    |    |               |               |               |               |               |               |               |               |               |               |               |               |               |               |               |               |               |               |               |               |               |               |               |     |               |               |               |               |               |               |               |    |  |
| 1ª | 2ª | 3ª | 4ª            | 5ª            | 6ª            | 7ª            | 8ª            | 9ª            | 10ª           | 11ª           | 12ª           | 13ª           | 14ª           | 15ª           | 16ª           | 17ª           | 18ª           | 19ª           | 20ª           | 21ª           | 22ª           | 23ª           | 24ª           | 25ª           | 26ª           | 27ª | 28ª           | 29ª           | 30ª           | 31ª           | 32ª           | 33ª           | 34ª           |    |  |

### Individuali

#### Classifica marcatori
| Gol |  |  | Giocatore         | Squadra             |
| --- |  |  | ----------------- | ------------------- |
| 33  |  |  | Thadée Cisowski   | RC Paris            |
| 30  |  |  | Just Fontaine     | Stade Reims         |
| 29  |  |  | Egon Jönsson      | Lens                |
| 29  |  |  | Eugène N'Jo Léa   | Saint-Étienne       |
| 25  |  |  | Rachid Mekhloufi  | Saint-Étienne       |
| 23  |  |  | Gunnar Andersson  | Olympique Marsiglia |
| 20  |  |  | Hassan Akesbi     | Nîmes               |
| 17  |  |  | Maryan Wisnieski  | Lens                |
| 17  |  |  | Pierre Grillet    | RC Paris            |
| 17  |  |  | René Gardien      | Sochaux             |
| 16  |  |  | Eduardo Di Loreto | Tolosa              |
| 15  |  |  | Célestin Oliver   | Saint-Étienne       |
| 15  |  |  | Ginès Liron       | Sochaux             |
| 13  |  |  | Jacques Faivre    | Nizza               |
| 13  |  |  | Bernard Rahis     | Nîmes               |

## Percorso dei club nelle coppe europee
| Club          | Competizione       | Risultato        | Ultimo avversario      |
| ------------- | ------------------ | ---------------- | ---------------------- |
| Nizza         | Coppa dei Campioni | Quarti di finale | Real Madrid (0-3; 2-3) |
| Saint-Étienne | Coppa Latina       | 4º posto         | Milan (3-4)            |